# Pygommatius lulua
Pygommatius lulua är en tvåvingeart som först beskrevs av Scarbrough och Marascia 2003.  Pygommatius lulua ingår i släktet Pygommatius och familjen rovflugor.
Artens utbredningsområde är Kongo. Inga underarter finns listade i Catalogue of Life.